# Nüttermoor
Nüttermoor est un quartier de la commune de Leer, dans le Land de Basse-Saxe.

## Géographie
Nüttermoor s'étend de la digue de l'Ems, loin à l'est de la ville, jusqu'à Logabirum. Le quartier comprend les autres zones résidentielles suivantes : Eisinghausen, Klostermühle, Neuhaus, Nüttermoorersiel, Thedingaer Vorwerk, Kloster Thedinga, Mooräcker et Wüstenei.
Au nord du quartier, sur la Bundesautobahn 31, se trouvent l'aérodrome de Leer-Papenburg et la tour de télécommunication de Leer-Nüttermoor de 160 mètres de haut. Il existe également à Nüttermoor de grandes zones commerciales et industrielles qui profitent de la proximité de deux entrées d'autoroute. Il existe une installation de stockage de gaz naturel appartenant à la société EWE Gasspeicher dans la zone commerciale (Leer-Nord). L'endroit est accessible depuis l'Ems par une jetée. Nüttermoor abrite également l'un des deux grands centres commerciaux de la ville.

## Histoire
Nüttermoor est à l'origine un village au nord de la colonie de Leer, sur une crête de végétation à la limite extérieure de la lande. C'est pourquoi le village s'appelait Uttermoor au Moyen Âge. L'abbaye de Thedinga est fondée en 1283 non loin de Nüttermoor ; l'église locale serait une branche du monastère. L'église aujourd'hui date du début du XIIIe siècle et est construite comme église-halle sur une terrasse. Le 1er janvier 1973, Nüttermoor est définitivement rattachée à la ville de Leer.